# Глибина розробки родовища
Глибина розробки родовища (рос. глубина разработки месторождения, англ. mining depth, нім. Abbautiefe f )– відстань по вертикалі між рівнем земної поверхні та робочим горизонтом шахти або кар’єру. Максимальна Г.р.р. в кінці XX ст. для шахт становить 3600-3800 м, а для кар’єрів - 600-750 м. 